# Titus Zeman
BlahoslavenýTitus Zeman (4. ledna 1915, Vajnory, Bratislava – 8. ledna 1969, Bratislava) byl salesiánský kněz. Počátkem 50. let v době pronásledování církve dvakrát úspěšně převedl skupinu bohoslovců do Itálie. Třetí pokus byl ale neúspěšný, Zeman byl zatčen a odsouzen k 25 letům ve vězení.
Podmínečně propuštěn byl zhruba po 13 letech. Ve vyšetřovací vazbě však zažil při výsleších nelidské mučení a rovněž kruté podmínky dalšího věznění zanechaly trvalé následky na jeho zdraví. V roce 2010 byl zahájen proces jeho blahořečení a 30. září 2017 byl blahořečen.

## Život
První řeholní sliby složil Zeman 6. srpna 1932, věčné pak 7. března 1938. Dne 23. dubna 1940 byl vysvěcen na kněze. V následujících deseti letech byl kaplanem, katechetou a školním poradcem, vyučoval také chemii.
V srpnu 1950 poprvé vedl ilegálně skupinu bohoslovců do italského Turína, podruhé se tak stalo 23. října téhož roku. V dubnu 1951 následoval třetí pokus, který však skončil neúspěchem a zatčením. Zeman byl vyslýchán, přičemž jej vyšetřovatelé brutálně mučili (jednalo se zejména topení ve výkalech a vyražení zubů).
Dne 22. února 1952 byl v Bratislavě odsouzený na 25 roků vězení (místy jeho pobytu byly Ilava, Mírov, Jáchymov, Leopoldov a Valdice). Dne 10. března 1964 byl podmínečně propuštěn. Roku 1968 dostal opět státní souhlas k vykonávání bohoslužeb, už 8. ledna 1969 však zemřel na selhání srdce. Před smrtí odpustil všem, kdo ho týrali.